# بروتين إصلاح الحمض النووي
بروتين إصلاح للحمض النووي ( Rad50) هو بروتينلمشفر في إصلاح الحامض النووي مزدوج الشريط. ويشكل هذا البروتين تعقيداً مع MRE11 NBS1 (المعروف أيضاً باسم Xrs2 في الخميرة). إن مجمع MRN هذا (مجمع MRX في الخميرة) يرتبط بنهايات الحمض النووي المفككة ويعرض العديد من الأنشطة الإنزيمية المطلوبة لإصلاح الكسور المزدوجة عن طريق الانضمام النهائي غير المثالي أو إعادة التشكيل. تشير الدراسات الجينية لهومولوغ الفأر Rad50 إلى أنه ضروري لنمو الخلية وقدرتها على البقاء. وقد تم الإبلاغ عن اثنين من متغيرات النسخ المقسمة من Rad50، التي تشفر بروتينات متميزة.
Rad50 عضو في الصيانة الهيكلية للكروموسومات (SMC) عائلة البروتينات. مثل بروتينات SMC الأخرى، Rad50 يحتوي على مجال داخلي طويل ملفوف الذي يطل مرة أخرى على نفسه، مما يجعل N- و C-termini معا لتشكيل نطاق رأس ABC ATPase. Rad50 يمكن أن تتضاءل من خلال كل من مجال رأسه ومن خلال دوافع ربط الزنك في الطرف المقابل من الملفوف الملفوف المعروف باسم «زنك-هوك». وتشير النتائج من الفحص المجهري للقوة الذرية إلى أنه في مجمعات Mre11-Rad50-Nbs1 الحرة، فإن خيوط الزنك الخاصة بغلاف Rad50 واحد ترتبط لتشكيل حلقة مغلقة، في حين أن خيوط الزنك تنفصل عن الحمض النووي الملزم، معتمدة على تطابق يعتقد أنه يمكن من ربط نهايات الحمض النووي المكسورة بوساطة الزنك.
تمت دراسة بروتين Rad50 بشكل رئيسي في حقيقيات النوى. ومع ذلك، فقد أظهرت الأبحاث الحديثة أن تنادد من البروتين Rad50 يتم حفظها أيضا في موجودة في بدائيات النواة العتيقة حيث من المحتمل وظيفة في إصلاح تأشيب متماثل. في الأركون شديد الحرارة Sulfolobus acidocaldarius ، تتفاعل بروتينات Rad50 و Mre11 ويبدو أن لها دورًا نشطًا في إصلاح تلف الحمض النووي الناتج عن أشعة جاما.  تشير هذه النتائج إلى أن حقيقيات النوى Rad50 قد ينحدر من أسلاف بروتين Rad50 الذي لعب دورًا في الإصلاح التوافقي المتماثل لتلف الحمض النووي.
نقص RAD50 البشري هو متلازمة وراثية متنحية تم الإبلاغ عنها في المرضى الذين يعانون من صغر الرأس وقصر القامة. يشبه النمط الظاهري السريري لديهم متلازمة كسر نيميغن . أظهرت خلايا من هؤلاء المرضى حساسية إشعاعية متزايدة مع استجابة ضعيفة لكسر الكروموسوم.   